# Martyre
Martyre er det andet studiealbum fra det danske doom metal-band Saturnus.

## Spor
1. "7" – 1:54
2. "Inflame Thy Heart" – 6:42
3. "Empty Handed" – 4:12
4. "Noir" – 5:33
5. "A Poem (Written In Moonlight)" – 5:41
6. "Softly On The Path You Fade" – 7:07
7. "Thou Art Free" – 4:36
8. "Drown My Sorrow" – 6:50
9. "Lost My Way" – 4:47
10. "Loss (In Memoriam)" – 6:49
11. "Thus My Heart Weepeth For Thee" – 6:12
12. "In Your Shining Eyes" – 2:36